# Kimi Ga Suki (Mr. Children)
Kimi Ga Suki (君が好き?) è un brano musicale del gruppo musicale giapponese Mr. Children, pubblicato come loro ventiduesimo singolo il 1º gennaio 2002, ed incluso nell'album It's a Wonderful World. Il singolo ha raggiunto la prima posizione della classifica Oricon dei singoli più venduti in Giappone, vendendo 513 280 copie. Il brano è stato utilizzato come tema musicale del dorama televisivo Antique.

## Tracce
CD Singolo TFCC-89020
1. Kimi ga Suki (君が好き)
2. Sayonara 2001-nen (さよなら2001年)

## Classifiche
| Classifica (2002) | Posizione più alta |
| ----------------- | ------------------ |
| Giappone (Oricon) | 1                  |